# Klinická embryologie
Klinická embryologie je zdravotnický obor. V České republice byla tato specializace formálně zavedena nařízením vlády 31/2010 Sb. po 30 létech neformální existence.
Odborníci v klinické embryologii jsou v České republice sdruženi v Asociaci reprodukční embryologie a v Sekci asistované reprodukce České gynekologicko-porodnické společnosti při České lékařské společnosti J.E. Purkyně, jejich mezinárodní organizací je Evropská společnost lidské reprodukce a embryologie.

Oficiálním evropským vyjádřením kvalifikace embryologů je certifikát Clinical Embryologist a Senior Clinical Embryologist, udělovaný ESHRE.
Obsahem zdravotnického, vědeckého, studijního a specializačního oboru klinická embryologie jsou následující oblasti:

1. Prenatální a postnatální vývoj gonád.
2. Funkce gonád, vývoj ovariálních folikulů, oocytů, spermií a vlivy, které na ně působí.
3. Vývoj lidských embryí a vlivy, které na ně působí.
4. Všechny typy morfologického, genetického a dalších vyšetření oocytů, spermií a embryí a interpretace jejich výsledků.
5. Vyšetření spermiogramu, cytologického a specializovaného biochemického vyšetření ejakulátu a funkčních spermiologických testů.
6. Provádění postupů při odběru, transportu a uchovávání reprodukčních buněk.
7. Vyhodnocení spermií a testikulární tkáně a jejich přípravy k použití v metodách asistované reprodukce.
8. Provádění postupů při mimotělním oplození, zejména úkonů asistované reprodukce při práci s oocyty, spermiemi a embryi.
9. Provádění postupů při mikromanipulaci se zárodečnými buňkami a embryi.
10. Provádění postupů při kryokonzervaci testikulární a ovariální tkáně.
11. Provádění postupů při kryokonzervaci embryí, kryokonzervaci vajíček a spermií.
12. Validace laboratorních postupů v embryologické a andrologické laboratoři.
13. Měření a modifikace kultivačního prostředí.
14. Vyhodnocení, modifikace a zavádění nových postupů při mimotělním oplození, zejména úkonů asistované reprodukce při práci s oocyty, spermiemi a embryi.
15. Vytváření a řízení systému identifikace vzorků v embryologické laboratoři, jejich uchovávání, dokumentace a archivace.
16. Vytváření standardů specializovaných postupů v metodách asistované reprodukce.
17. Nastavení jakosti procesů v embryologické laboratoři a její kontroly.
18. Vytváření obsahu řízené dokumentace v laboratoři.
19. Konzultační a konziliární činnost.
20. Posuzování vhodnosti použití zdravotnické techniky používané při metodách asistované reprodukce.
21. Vyhodnocení selhání zdravotnické techniky používané při metodách asistované reprodukce.
22. Vytváření pravidel bezpečnosti práce v laboratořích asistované reprodukce a jejich uplatňování v praxi.
23. Vytváření podkladů pro legislativu a etická pravidla při práci v laboratořích asistované reprodukce a jejich uplatňování v praxi.